# Elise Garnerin

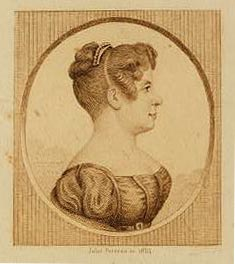
Kupferstich von Elise Garnerin (1854 laut Library of Congress, Washington)

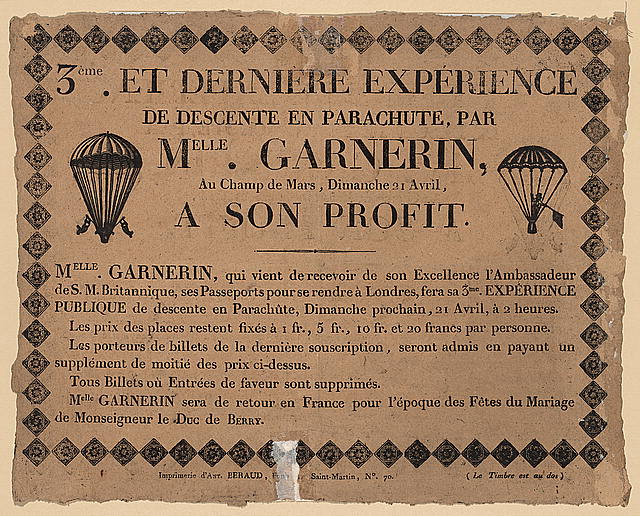
Der dritte und letzte Sprung von Fräulein Garnerin, bevor sie sich nach London begeben wird.

Elise Garnerin (* 1791, möglicherweise auch 1792/1793 in Paris † April 1853) war als Nichte André-Jacques Garnerins und Mitglied seiner Luftakrobatentruppe Ballonfahrerin, Luftakrobatin und Fallschirmspringerin.
Zehn Tage nach Jeanne Labrosse, am 22. Oktober 1799, wagte Elise Garnerin ihren ersten Sprung aus 1000 m Höhe. Sie ignorierte die Warnung der Ärzte, „bei solch gewagten Sprüngen könnte der Druck der Luft den zarten Organen eines jungen Mädchens gefährlich werden“.

## Leben
Jahrelang beeindruckte Elise Garnerin ihr Publikum mit immer tollkühneren Kunststücken. Bei der Siegesfeier in Paris zum endgültigen Sieg über Napoléon im Jahr 1815 imponierte sie dem preußischen König Friedrich Wilhelm III., als sie nach einem Sprung aus 1000 m Höhe wohlbehalten in einem Stoppelfeld landete und sich dem König und den Zuschauern keck mit dem um die Hüften gebundenen Fallschirm präsentierte.
Die „Venus im Ballon“ führte zwischen 1815 und 1828 alles in allem 39 Absprünge vor Publikum durch. Noch Jahre nachdem sie sich ins Privatleben zurückgezogen hatte, priesen sich andere Luftakrobatinnen auf ihren Plakaten als „falsche Garnerin“ an.